# Глава на клоун
„Глава на клоун“ (на френски: Tête de Clown) е картина на люксембургския художник Жозеф Кутер от около 1937 г.
Картината е с размери 62,7 x 45,8 cm. Един от най-известните художници на Люксембург от първата половина на XX век е експресионистът Жозеф Кутер. От 1927 г. е едно от значимите имена на люксембургския сецесион. Човешките фигури заемат централно място в творчеството му, чрез тях изразява човечността и себе си. Умее да съчетава различни художествени влияния от своето време. Клоуните се появяват в творбите му през 1935 г., в резултат на участието им във вариете в Люксембург. В началото персонажите му имат весел характер, докато след 1936 – 1937 г. започва да рисува серия от клоуни, изразявайки страданията и тревогите им, което се дължи на неговото тежко заболяване.
Картината е част от колекцията на Националния музей за история и изкуство в Люксембург.